# Frédéric Beigbeder
Frédéric Beigbeder   (Neuilly-sur-Seine, 21 de setembre de 1965) (francès: [fʁedeʁik bɛɡbede]) és un escriptor francès, crític literari i presentador de televisió. Va guanyar el Prix Interallié el 2003 per la seva novel·la Windows on the World i el Premi Renaudot el 2009 pel seu llibre Un roman français. També és el creador dels Premis Flore i Sade. A més, és el director executiu de Lui, una revista francesa d'entreteniment per a adults.

## Biografia
Beigbeder va néixer en una família privilegiada a Neuilly-sur-Seine, Hauts-de-Seine. La seva mare, Christine de Chasteigner, és traductora de novel·les mawkish (Barbara Cartland et al.); el seu germà és Charles Beigbeder, un home de negocis. Va estudiar al Lycée Montaigne i al Louis-le-Grand, i més tard a l’Institut d'Estudis Polítics de París i al CELSA París-Sorbona. Després de graduar-se als 24 anys, va començar a treballar com a redactor a Young &amp; Rubicam, després com a autor, locutor, editor i diletant.
L'any 1994, Beigbeder va fundar el "Prix de Flore", que agafa el nom del famós i luxós Café de Flore de Saint-Germain-des-Prés. El premi s'atorga anualment a un jove autor francès prometedor. Vincent Ravalec, Jacques A. Bertrand i Michel Houellebecq es troben entre els que han guanyat el premi. El 2004, el desè aniversari del premi, va ser atorgat a l'únic estatunidenc que el va rebre, Bruce Benderson. Tres de les novel·les de Beigbeder, 99 Francs, L'amour dure trois ans i Windows on the World, han estat o seran adaptades al cinema. La pel·lícula de Windows on the World estarà dirigida pel director francès/anglès Max Pugh.
El 2002, va presentar el programa de tertúlies "Hypershow" al canal francès Canal+, copresentat amb Jonathan Lambert, Sabine Crossen i Henda. Aquell any també va assessorar el candidat del Partit Comunista Francès Robert Hue a les eleccions presidencials.
El 2005, va ser, amb altres autors com Alain Decaux, Richard Millet i Jean-Pierre Thiollet, un dels convidats de la Fira del Llibre de Beirut al Beirut International Exhibition &amp; Leisure Centre, comunament (BIEL). Va treballar durant uns anys com a editor de Flammarion. Va deixar Flammarion el 2006.
La seva novel·la Un roman français va ser guardonat amb el Premi Renaudot el novembre de 2009. Ha escrit columnes en la revista Le Figaro des de 2010.

## Obra literària

### Estil
L'estil d'escriptura de Frédéric Beigbeder inclou tant humor com autoburla. Els seus llibres estan plens de referències culturals molt baixes.

## Cronologia de les obres

### Novel·les i històries curtes
Va publicar la seva primera novel·la titulada Mémoires d'un jeune homme derangé, publicada per la Table Ronde el 1990 quan tenia 25 anys.
Va publicar la seva segona novel·la, Vacances en coma, el 1994, seguida de l'Amor Dura Tres Anys, l'últim llibre de la trilogia de Marc Marronier, un dels seus personatges principals. Després, va escriure una col·lecció de contes titulada Nouvelles sous Ecstasy publicat per Gallimard.
El 2000, Frédéric Beigbeder va ser acomiadat de l'agència de publicitat Young & Rubicam després de publicar la seva novel·la satírica 99 F.
Va guanyar el Premi Interallié el 2003 pel seu Windows en el Món que té lloc en el World Trade Center l'11 de setembre de 2001.
El 2005 va publicar L'Egoïste Romantique. El 2007, va publicar Au secours pardon, la seqüela de 99F.
El 2008, va ser arrestat per inhalar cocaïna en la campana d'un cotxe a París en el vuitè districte. També tenia 2,6 grams de cocaïna. L'arrest va inspirar el seu llibre Una novel·la francesa.

### Còmics
També va escriure llibres de còmics per una sèrie anomenada Rester Normal. il·lustrat per Philippe Bertrand i publicat per Dargaud. El còmic era una caricatura de la jet-set internacional. Es van publicar dos llibres: Rester Normal (2002) i Rester Normal à Saint-Tropez (2004).

### Assajos
Frédéric Beigbeder va publicar diversos assajos. El 2001, en Dernier inventaire avant liquidation, va criticar les primeres 50 obres d'Els 100 llibres del segle de Le Monde, una llista dels cent millors llibres francesos del segle xx.
En aquest assaig, usant el seu estil original d'escriptura, Beigbeder va comentar sobre una mescla de grans novel·les, poesia, obres de teatre, així com tires còmiques. El 2005 va publicar Je crois, moi non-plus, compost per una discussió sobre la religió catòlica entre ell i Monseigneur Jean-Michel Di Falco, bisbe de Gap.
El 2007, l'editorial Leo Scheer va publicar una col·lecció de llibres titulada Écrivains Aujoud'hui, la primera dedicada a Frédéric Beigbdeder. El llibre es va centrar en una discussió entre Beigbdeder i Angie David sobre la seva carrera i la seva obra literària. El 2011, va comentar sobre els 100 llibres favorits del segle XX en Premier bilan après Apocalypse, la seqüela de Dernier inventaire avant liquidation.

## Premis
Frédéric Beigbeder va rebre el premi Interallié el 2003 pel seu nou Windows en el món. Va guanyar el Premi Renaudot el 2009 per la seva novel·la autobiogràfica Un roman français.

## Editor
Entre 2003 i 2006 va treballar com editor en l'editorial francesa Flammarion. En tres anys, va publicar 25 llibres per Flammarion.
Frédéric Beigbeder va fundar el Prix de Flore, que premia als joves autors; també és president del jurat. També va crear el Premi Sade el 2001 amb Lionel Aracil. Va ser membre del jurat del Prix Desembre de 2003 a 2010. Des de març de 2011, ha estat membre del jurat del Prix Renaudot. A més, va ser membre del jurat del Premi Saint-Germain de 2011 a 2013 i del Premi Fitzgerald.

## Mitjans de comunicació

### Publicitat
El 1990 va començar la seva carrera en publicitat com a escriptor i va treballar en diverses agències durant deu anys, incloent-hi més de 5 anys en l'agència Young & Rubicam. Al costat de la seva carrera publicitària, va treballar com escriptor i columnista literari per una varietat de revistes franceses com Elle, Paris Match i Voici.

### Cinema
És coautor amb Jean-Marie Périer de L'Attrape-Salinger, un documental sobre J. D. Salinger. S'interpreta a si mateix a Les ruses de Frédéric (2007), un curtmetratge de Louis Skorecki, i també apareix en Les infortunes de la beauté de John Lvoff (que va coescriure), Hey Good Look! per Lisa Azuelos, Tu vas rire, mais je te quitte de Philippe Harel i La personne aux deux personnes de Nicolas i Bruno. També va aparèixer en la pel·lícula pornogràfica La fille du batelier, de Patrice Cabanel, com personatge de fons.
Fa diversos cameos a 99 francs, l'adaptació cinematogràfica de la seva novel·la dirigida per Jan Kounen. També va ajudar a filmar i a escriure el guió. Com director, va fer Love Last Three Years protagonitzada per Gaspard Proust, Frédérique Bel, Jonathan Lambert i Louise Bourgoin.

### Premsa
El 1996, va crear una revista literària anomenada NRV (un calembour amb la paraula énervé, que significa enutjat). El 2003, va cofundar Bordel, una altra revista literària (és a dir, literalment bordell, però s'utilitza avui dia com una paraula de maledicció). Frédéric Beigbeder va treballar com a columnista per diverses revistes, inclosa l'edició francesa de GQ.
Des de 2013 ha estat editor executiu de la revista francesa Lui. El 2012 va substituir a François Nourissier a Feuilleton Magazine, un suplement setmanal de la revista Le Figaro.

### Televisió
Entre setembre de 2005 i maig de 2007 va treballar pel programa de televisió francès Le Grand Journal, organitzat per Michel Denisot.
A més, acull Le Cercle, un programa de TV de ressenyes literàries i cinematogràfiques difós a Canal+ Cinéma.

### Novel·les
- 1997: Vacances dans le coma"
- 1997: L'amour dure trois ans
- 2000: 99 francs (retitulat 14,99 euros després de la introducció de l'euro)
- 2003: Windows on the World
- 2005: L'Égoïste romantique
- 2007: Au secours pardon
- 2009: Un roman français
- 2014: Oona & Salinger
- 2018: Une vie sans fin
- 2022: Un barrage contre l'Atlantique

### Assaig
- 2001: Dernier inventaire avant liquidation
- 2011: Premier bilan après l'apocalypse
- 2015: Conversations d'un enfant du siècle
- 2018: La frivolité est une affaire sérieuse
- 2021: Bibliothèque de survie

### Còmics
- 2002: Rester normal
- 2004: Rester normal à Saint-Tropez

## Pel·lícules
- 2007: 99 francs del director Jan Kounen
- 2011: Beur sur la ville del director Djamel Bensalah
- 2012: L'amour dure trois ans del director Frederic Beigbeder
- 2015: Eva &amp; Leon de la directora Émilie Cherpitel
- 2015: Lolo de la directora Julie Delpy

## Vida personal
Beigbeder ha admès que moltes de les seves novel·les eren generalment autobiogràfiques i que el personatge d'Octave tant a 99 francs com Au secours, pardon és en molts aspectes el seu avatar. D'altra banda, afirma que és "més normal a la vida real que als seus llibres" i que no és com els personatges dels seus llibres perquè en realitat és massa normal.
Està divorciat i té una filla, Chloé.
Frédéric Beigbeder es va casar amb la model francesa Lara Micheli a les Bahames, i va tenir una altra filla, Oona, amb la seva nova dona, el 2015.